# 義永寺
義永寺，是位處於高雄市三民區寶珠溝旁的一座寺院，屬於臨濟宗，主祀觀世音菩薩，分香於大崗山超峰寺，開證法師為了紀念義敏和尚與永字輩的師父，因此命名為「義永禪寺」。

## 歷史

### 創建緣由
其創建緣起為李龍都（鹽埕人）、李晚子（三塊厝人）、郭馬（澎湖人）、吳永聚（女，旗後人）四位居士，和永忠、永仁、開證等三位法師共同促成，遊說左營望族藍清泰捐贈四合院宅第作為佛寺，由開證法師擔任住持。
義永寺在1959年建設之初的地點與空間規劃都非常適合寺廟弘法使用，但是由於都市快速發展與用地重劃，道路變更拓寬，寺院逐漸被被大樓包圍，現在成為了高雄市區中的清幽之處。

### 中興住持
開種法師，俗名李菊，原為高雄樓知名的藝旦，受人所託而掌管義永寺，之後剃度出家，在當時的台灣社會曾經轟動一時，義永寺經過開種主持多年來的苦心籌辦，成功將其打造為當地重要的信仰中心，也是義永法脈在高雄市區的重要發展地。

### 歷代住持
- 第一任住持–義敏和尚
- 第二任住持–開證和尚 （页面存档备份，存于）
- 第三任住持–開種和尚尼
- 第四任住持(現任)–圓定和尚

## 園區建築

### 大雄寶殿
興建於1959年，大殿外觀造型與其他的傳統寺廟有明顯不同，呈現泰國寺院外觀相仿的窣堵坡造型。

#### 大殿觀世音菩薩
大雄寶殿中的觀世音菩薩像，據寺廟資料所示為福州派名師盧山軒的陳祿官與其子陳中和共同塑造，體現了傳統福州派工法，目前為南台灣唯一一尊大型泥塑菩薩佛像，高雄市政府在2023年在9月底，將其定義為高雄市政府指定的市內一般古物。

#### 白象
在大殿入口兩旁有兩尊白象，白象象徵菩薩純潔無染的境界。 （页面存档备份，存于）

### 觀音聖像與如意蓮花池
出自台灣著名匠師紀淵貴之手，此座觀音像高46台尺，下方有池水與四隻猴子，位處義永寺大門口與寶珠溝旁，是寶珠溝當地社區早期的活動信仰中心，也是義永寺的代表性建築之一。

### 義敏亭
為紀念開種和尚尼的師公義敏老和尚所修建的亭子，亭子紅柱上的有對聯「義存社稷盡禎祥樂喜無厭」、「永使眾生多幸福真誠奉公」，象徵著對義永法脈的紀念，目前成為了當地居民的休憩場所。

### 舍利塔與極樂廳(彌陀堂)

#### 舍利塔
1965年落成，發生過火災事故拆除，現今的樣貌是日後重建的，主要作為納骨使用。

#### 極樂廳(彌陀堂)
建立時間較晚，在舍利塔前方以鋼筋水泥作出仿木構造的樑枋及唐破風入口。

### 寺務處、齋堂與寮房

#### 寺務處
主要為處理法會登記、佛事諮詢、安奉牌位與塔位等相關行政事務的機構部門。

#### 齋堂
齋堂見證了寺院多年來的發展，尤其是「煮食」這項對台灣比丘尼發展佛教事業至關重要的技藝，也是早期佛寺重要的經濟收入來源之一。

#### 寮房
是作為寺廟法師過夜休息的所在。

## 重要事件
- 2017年起，與苗栗的仁德醫護管理學校生命關懷科簽署建教合作協議。 （页面存档备份，存于）
- 2021年獲得文化部老屋修繕補助。
- 2023年義永寺泥塑觀音大佛登錄一般古物。[14]
- 2024年與高雄市歷史博物館簽定合作備忘錄。[15]
- 2024年全臺首間與政治大學華人文化元宇宙研究中心、宗教研究所，合作推廣數位佛寺博物館。[16][17]
- 2024年舉辦首次舉辦護國息災小水陸法會。[18]

## 外部連結
- 義永寺官網站 （页面存档备份，存于）